# Constanza de Portugal (1290-1313)
Constanza de Portugal (3 de enero de 1290-Sahagún, 18 de noviembre de 1313) fue infanta de Portugal y reina consorte de Castilla por su matrimonio con Fernando IV. Era hija de Dionisio I, rey de Portugal, y de la infanta Isabel de Aragón además de ser hermana de Alfonso IV de Portugal.

## Orígenes familiares
Hija de Dionisio I, rey de Portugal, y de Isabel de Aragón y hermana de Alfonso IV de Portugal. Sus abuelos paternos fueron Alfonso III de Portugal y Beatriz de Castilla, por tanto, era bisnieta de Alfonso X de Castilla. Sus abuelos maternos fueron Pedro III, rey de Aragón, y  Constanza II de Sicilia.

## Biografía

### Reina consorte de Castilla y de León (1302-1312)
La infanta Constanza de Portugal nació el 3 de enero de 1290. En el acuerdo firmado por Sancho IV de Castilla y el rey Dionisio I de Portugal el 15 de septiembre de 1291 en Ciudad Rodrigo, se estableció el compromiso matrimonial entre el infante Fernando, que aún no había cumplido los seis años, hijo de Sancho IV, y la infanta Constanza que entonces contaba con veinte meses de edad.
 

Terminadas las Cortes de Valladolid de 1295, la reina María de Molina, madre de Fernando IV de Castilla, y el infante Enrique de Castilla "el Senador", tutor del rey castellano durante su minoría de edad, se entrevistaron en octubre de 1295 en Ciudad Rodrigo con el rey Dionisio I, al que la reina entregó varias plazas fuertes a cambio de que cesasen las hostilidades entre ambos reinos. En la entrevista de Ciudad Rodrigo volvió a confirmarse que Fernando IV contraería matrimonio con la infanta Constanza de Portugal, mientras que la infanta Beatriz de Castilla, hija de María de Molina, se casaría con el infante Alfonso, heredero del trono portugués. Posteriormente, el 12 de septiembre de 1297, en el tratado de Alcañices, volvió a ratificarse el compromiso matrimonial de la infanta Constanza de Portugal con Fernando IV. La reina María de Molina se llevó a la infanta Constanza a Castilla «donde sería criada y educada hasta alcanzar la edad conveniente para el matrimonio». 

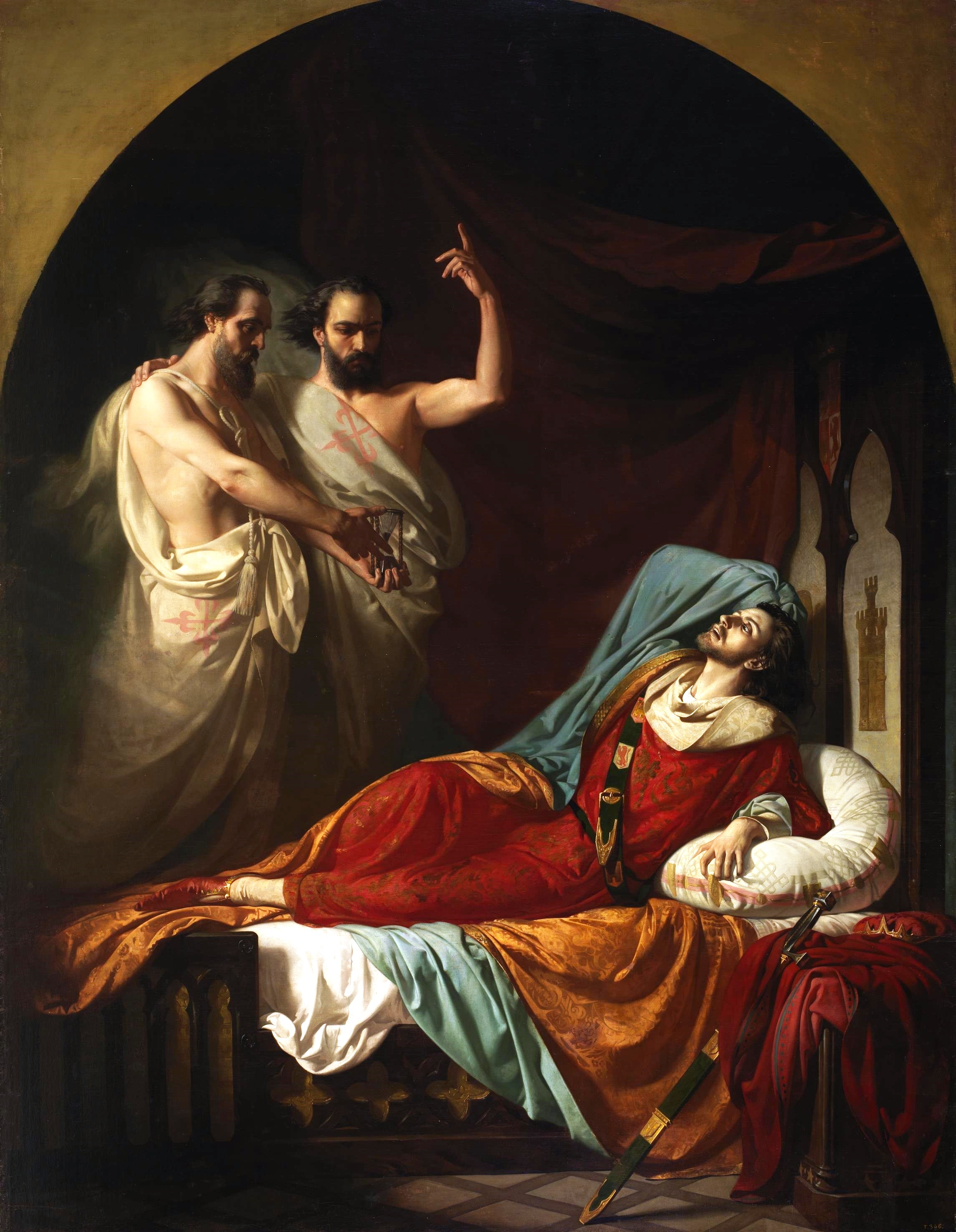
Últimos momentos de Fernando IV el Emplazado. Óleo sobre lienzo de José Casado del Alisal. (1860). Palacio del Senado de España

Antes de poder celebrar el matrimonio, fue necesario obtener la dispensa papal debido a que Fernando IV de Castilla y Dionisio I eran primos hermanos, ambos nietos del rey Alfonso X. En otoño de 1301, el papa Bonifacio VIII expidió la bula que permitía el matrimonio. El 23 de enero de 1302 la infanta Constanza, con doce años de edad, contrajo matrimonio en la ciudad de Valladolid con Fernando IV de Castilla que en esa fecha tenía dieciséis años. En 1307, poco después del nacimiento de su hija primogénita, la infanta Leonor, Fernando IV, que se hallaba sitiando la localidad de Tordehumos, donde se había refugiado el magnate rebelde Juan Núñez II de Lara, señor de la Casa de Lara, envió a su esposa la reina Constanza, acompañada por su hija recién nacida, la infanta Leonor, a que solicitase un préstamo a su padre, el rey Dionisio I. Durante las Cortes de Valladolid de 1307, a las que no asistió la reina Constanza, Fernando IV intentó refrenar los abusos cometidos por la nobleza, corregir la administración de justicia y aliviar la presión fiscal que soportaban los castellanos.
En abril de 1311, hallándose en Palencia, Fernando IV enfermó de gravedad y hubo de ser trasladado a Valladolid, a pesar de la oposición de la reina Constanza, su esposa, que deseaba trasladarlo a Carrión de los Condes, a fin de poder controlar al monarca junto con su aliado, Juan Núñez II de Lara. Durante la enfermedad del rey surgieron discrepancias entre el infante Pedro, Juan Núñez II de Lara, el infante Juan, y don Juan Manuel. Mientras el rey se encontraba en Toro, la reina Constanza dio a luz en Salamanca el 13 de agosto de 1311 un hijo varón, que llegaría a reinar en Castilla y León a la muerte de su padre como Alfonso XI de Castilla. El infante Alfonso, heredero de Fernando IV, fue bautizado en la Catedral Vieja de Salamanca, y a pesar de los deseos del rey, quien deseaba encomendar la crianza del niño a su abuela, la reina María de Molina, prevaleció la voluntad de la reina Constanza, quien deseaba, contando para ello con el apoyo de Juan Núñez de Lara y de Lope Díaz de Haro, que la custodia del niño fuese encomendada al infante Pedro de Castilla, hermano de Fernando IV.
En el otoño de 1311 surgió una conspiración que pretendía el destronamiento de Fernando IV y colocar en el trono a su hermano, el infante Pedro de Castilla. La conjura se hallaba protagonizada por el infante Juan de Castilla "el de Tarifa", por Juan Núñez de Lara y por Lope Díaz de Haro, hijo del fallecido Diego López V de Haro. Sin embargo, el proyecto fracasó debido a la rotunda negativa de la reina María de Molina.
En las Cortes de Valladolid de 1312, las últimas del reinado de Fernando IV, se recaudaron fondos para mantener el ejército que se emplearía en la siguiente campaña contra el reino de Granada, se reorganizó la administración de justicia, la administración territorial y la administración local, mostrando con ello el deseo del rey de realizar profundas reformas en todos los ámbitos de la administración, al tiempo que intentaba reforzar la autoridad de la Corona en detrimento de la autoridad nobiliaria. Las Cortes aprobaron la concesión de cinco servicios y una moneda forera, destinados al pago de las soldadas de los vasallos del rey, a excepción de Juan Núñez II de Lara, señor de la Casa de Lara, que se había convertido en vasallo del rey Dionisio I de Portugal.
El 7 de septiembre de 1312 falleció en la ciudad de Jaén el rey Fernando IV, dejando viuda a la reina Constanza de Portugal a la edad de 22 años. Debido a las altas temperaturas que se dieron en el mes de septiembre del año en que falleció el rey, el infante Pedro, hermano del difunto rey, y la reina Constanza, su esposa, decidieron dar sepultura a sus restos en la Mezquita-Catedral de Córdoba. La Crónica de Alfonso XI cita la causa que motivó la sepultura de los restos de Fernando IV en Córdoba:

Et otro día después que le alzaron rey, acordaron de levar a enterrar el cuerpo del rey Don Fernando su padre a la ciubdat de Cordova, que era cerca dende, ca non le podían levar a Toledo nin a Sevilla por razón de las muy grandes calenturas que facia.

El cortejo fúnebre que acompañó los restos de Fernando IV hasta la ciudad de Córdoba se hallaba presidido por la reina Constanza. El cadáver del soberano fue depositado en la capilla mayor del templo catedralicio por disposición de su esposa, y se dispuso que seis capellanes fueran cada noche a rezar ante el sepulcro, al tiempo que en el mes de septiembre se llevaría a cabo el aniversario por la muerte del rey, a perpetuidad.

### Minoría de edad de Alfonso XI de Castilla y muerte de la reina Constanza (1312-1313)
Cuando el infante Juan de Castilla "el de Tarifa" y Juan Núñez de Lara tuvieron conocimiento de la muerte del rey Fernando, solicitaron a la reina María de Molina, que se encontraba en Valladolid, que se hiciese cargo de la tutoría de su nieto Alfonso XI de Castilla, que contaba con un año de edad, pero que no se hiciese cargo de ella el infante Pedro de Castilla, hermano del difunto Fernando IV. No obstante, la reina se negó a hacerse cargo de la tutoría del niño rey y les solicitó que hablasen de ello con su hijo, el infante Pedro.
Juan Núñez de Lara intentó entonces apoderarse del niño rey, que se encontraba en la ciudad de Ávila. Sin embargo, se lo impidieron las autoridades de la ciudad, prevenidas por la reina María de Molina. Poco después llegó a Ávila el infante Pedro y se negaron a dejarle entrar en la ciudad. Mientras tanto, el infante Juan y Juan Núñez de Lara, que se encontraban en Burgos, convocaron a los ricoshombres, procuradores y concejos del reino para que se reuniesen en Sahagún, al tiempo que el infante Pedro obtenía la aprobación de la reina María de Molina para ser tutor de su sobrino Alfonso XI durante su minoría de edad. Cuando el infante Juan, que se encontraba en Sahagún con los procuradores del reino, supo de la cercanía del infante Pedro de Castilla, le ofendió ante diversos testigos, provocando con ello que el infante Pedro decidiese marchar contra ellos. El infante Juan y sus acompañantes enviaron entonces al infante Felipe de Castilla, hermano del infante Pedro, a parlamentar con este último, quien reconvino a su hermano por formar parte del bando del infante Juan de Castilla "el de Tarifa". El infante Felipe de Castilla presentó a su madre, la reina María de Molina, las proposiciones del infante Juan, consistentes en que ella fuese tutora del rey Alfonso XI junto con el infante Pedro y el infante Juan, a lo que ella accedió. 

#### Las Cortes de Palencia de 1313
El infante Pedro de Castilla acudió a las Cortes de Palencia de 1313 acompañado de un ejército de doce mil hombres, después de haberlo reclutado en Asturias y Cantabria, y había acudido a las Cortes sin deseo de entablar combate, pero dispuesto a entablarlo si el otro bando lo deseaba. En el bando del infante Pedro militaban su tío Alfonso Téllez de Molina, hermano de María de Molina, Tello Alfonso de Meneses, hijo del anterior, Rodrigo Álvarez de Asturias y Fernán Ruiz de Saldaña, entre otros ricoshombres. Los principales partidarios del infante Juan de Castilla "el de Tarifa" eran el infante Felipe de Castilla, Fernando de la Cerda, y Juan Núñez de Lara.

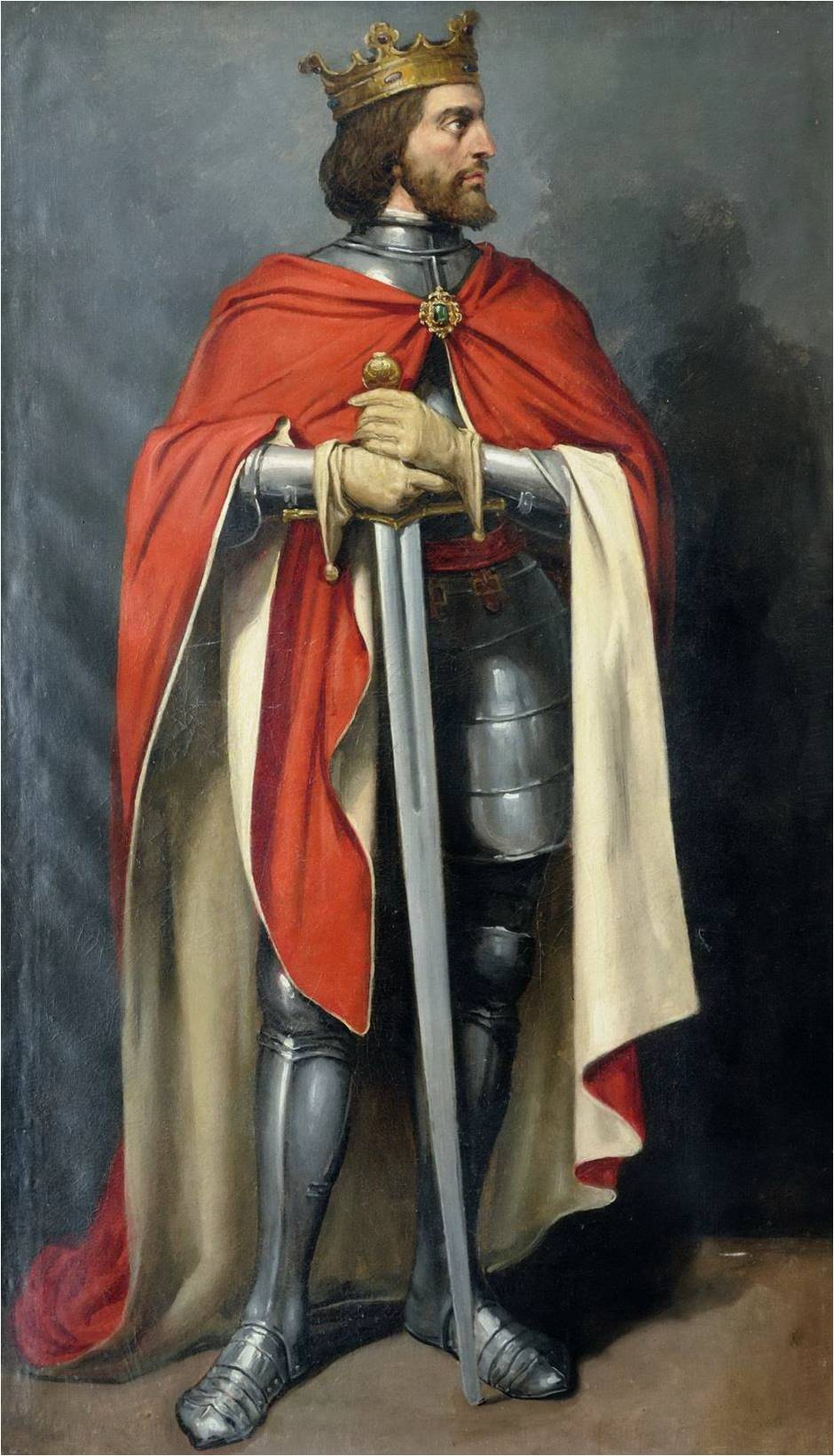
Retrato que representa a Alfonso XI de Castilla

Una vez reunidos los asistentes en la ciudad de Palencia, se acordó que cada uno de los dos bandos conservase sólo mil trescientos hombres en las inmediaciones de la ciudad, aunque dicho acuerdo fue quebrantado por el infante Juan de Castilla "el de Tarifa" al conservar junto a sí a cuatro mil hombres, a lo que correspondió el infante Pedro conservando cinco mil de los suyos. Durante las Cortes, la reina viuda Constanza de Portugal, dejó de prestar su apoyo al infante Pedro y pasó a apoyar al infante Juan, procediendo don Juan Manuel, nieto de Fernando III de Castilla, de igual modo. Ante el temor de que surgiesen disputas, y por iniciativa de la reina María de Molina, los infantes Pedro y Juan y sus acompañantes abandonaron la ciudad y se hospedaron en las aldeas cercanas, alojándose el infante Pedro en Amusco, el infante Juan en Becerril de Campos, la reina Constanza en Grijota, y María de Molina en Monzón de Campos. Al mismo tiempo, los prelados y procuradores del reino partidarios del infante Pedro y de María de Molina acordaron reunirse en la iglesia de San Francisco de Palencia, de la Orden de los Franciscanos, y los partidarios del infante Juan lo harían en el convento de San Pablo de Palencia, de la Orden de los Dominicos, y vinculado a la Casa de Lara. A pesar de los deseos del infante Pedro y de su madre la reina, los partidarios del infante Juan no se avinieron a ningún acuerdo y nombraron tutor al infante Juan, al tiempo que el otro bando nombraba tutores a la reina María de Molina y al infante Pedro. 
Las dobles Cortes de Palencia de 1313 dieron origen a dos ordenamientos distintos: uno de ellos otorgado por el infante Juan, como tutor de Alfonso XI, a los concejos de Castilla, León, Extremadura, Galicia y Asturias, territorios en los que predominaban sus propios partidarios; y el otro promulgado por la reina María de Molina y por su hijo, el infante Pedro, como tutores conjuntos de Alfonso XI, y fue librado a petición de los concejos de Castilla, León, Toledo, las Extremaduras, Galicia, Asturias y Andalucía. En ambos cuadernos de Cortes consta la presencia del clero, de la nobleza y de los hombres buenos de las villas, deduciéndose de ellos que el infante Juan llevaba cierta ventaja en el número y calidad de los próceres, así como el infante Pedro y la reina María de Molina en prelados, maestres de las Órdenes Militares, y representantes de los concejos. El cuaderno dado por la reina María de Molina lleva los sellos del rey Alfonso XI y los de ambos tutores, y el otorgado por el infante Juan únicamente su propio sello, deduciéndose de ello que la Cancillería real se hallaba en manos de los primeros. Acabadas las Cortes, cada uno de los dos bandos comenzó a utilizar el sello real para emitir órdenes y privilegios. 
Terminadas las Cortes de Palencia de 1313, Alfonso de Valencia y su padre el infante Juan de Castilla "el de Tarifa" ocuparon la ciudad de León, al tiempo que el infante Pedro se apoderaba de la ciudad de Palencia, dirigiéndose este último después a Ávila junto a su madre, donde se hallaba el rey Alfonso XI. Mientras tanto ambos bandos intentaban alcanzar un acuerdo definitivo sobre quién debía ser tutor del rey, interviniendo en las negociaciones los Maestres de las Órdenes de Santiago y Calatrava, así como don Juan Manuel, partidario del infante Juan de Castilla. El infante Pedro partió hacia Granada a fin de socorrer a Nasr, rey de Granada, contra quien se había sublevado el hijo del arráez de Málaga. Sin embargo, a finales de 1313 el infante Pedro tuvo conocimiento de la derrota del rey granadino y, durante su regreso a Castilla, asedió durante tres días y tomó el castillo de Rute, situado en la Provincia de Córdoba. A finales de 1313, el infante Juan convocó a los procuradores del reino en Sahagún.
El día 18 de noviembre, un día después de haber dictado su testamento, en el que nombraba albaceas a sus padres, los reyes de Portugal, falleció la reina Constanza de Portugal a la edad de veintitrés años, lo que motivó que el infante Juan y sus partidarios se decidiesen a pactar con la reina María de Molina, ofreciéndole que desempeñase el cargo de tutora del rey en los territorios en los que habían declarado tutores a ella y a su hijo el infante Pedro, al tiempo que el infante Juan de Castilla "el de Tarifa" desempeñaría las funciones de tutor del rey en los territorios que le apoyaban, aceptando la reina María de Molina la proposición.

## Sepultura
Después de su defunción en la ciudad de Sahagún, el cadáver de la reina Constanza de Portugal recibió sepultura en el monasterio de San Benito el Real de Sahagún, lugar en el que habían recibido sepultura Alfonso VI de León y varias de sus esposas. El cadáver de la reina Constanza fue depositado en un sepulcro, que fue colocado en el crucero de la iglesia del monasterio, al lado de los sepulcros que contenían los restos mortales de las esposas de Alfonso VI. Su sepulcro debió ser destruido durante el incendio que sufrió el monasterio en 1810, durante la invasión napoleónica de la Guerra de la Independencia Española, o bien durante la exclaustración y desamortización del monasterio de San Benito el Real, llevada a cabo en 1835.
A pesar de que los restos mortales del rey Alfonso VI y los de sus esposas se encuentran en la actualidad depositados en dos sepulcros en el Monasterio de las Madres Benedictinas de Sahagún, los restos de la reina Constanza de Portugal desaparecieron. En la iglesia de San Juan de Sahagún se conserva una lápida de mármol moderna, labrada en el siglo XIX, y colocada en el peldaño que conduce al altar mayor de la iglesia, junto a una lápida similar en la que se hace referencia al infante Sancho Alfónsez, hijo del rey Alfonso VI, en la que fue esculpido el siguiente epitafio:

H. R. CONSTANCIA. R. FERDINANDI. IV UXOR CUIUS. VITAE FINIS DIE XXIII NOV. Aº MCCCXIII

El epitafio, traducido al castellano, viene a decir: «Aquí descansa Doña Constanza, esposa del rey Fernando IV. Falleció en 23 de noviembre de 1313.» La lápida fue labrada tras la Guerra de la Independencia Española, cuando, tras las destrucciones causadas en el monasterio por los saqueos llevados a cabo por las tropas francesas, y por el incendio de 1810, se procedió a reconstruir el monasterio benedictino. No obstante, debido a la desamortización de 1835, las obras quedaron paralizadas. El propósito de la lápida, que mide 1,39 metros de largo por 0,46 de ancho, era señalar el lugar que había ocupado el sepulcro en el que habían descansado los restos de la reina Constanza, desaparecidos, en el monasterio de San Benito el Real de Sahagún. No obstante, la lápida fue colocada posteriormente en la iglesia de San Juan de Sahagún.

## Matrimonio y descendencia
Fruto de su matrimonio con Fernando IV de Castilla, hijo de Sancho IV de Castilla y de la reina María de Molina, nacieron tres hijos: 
- Leonor de Castilla (1307-1359), esposa de Alfonso IV de Aragón,[7] y asesinada en 1359 en el castillo de Castrojeriz por orden de su sobrino Pedro I de Castilla, hijo de su hermano, Alfonso XI.
- Constanza de Castilla (1308-1310), falleció en la infancia y fue sepultada en el desaparecido Convento de Santo Domingo el Real en Madrid, aunque en 1869 sus restos mortales fueron trasladados a la cripta de la iglesia de San Antonio de los Alemanes de la misma ciudad, donde reposan en la actualidad.[19]
- Alfonso XI de Castilla[7] (1311-1350), sucedió a su padre Fernando IV en el trono de Castilla.

## Ancestros
| \| \| \| \| \| \| \| \| \| \| \| \| \| \| \| \| \| \| \| \| 16. Sancho I, rey de Portugal \| \| \| \| \| \| \| \| \| \| \| \| \| \| \| \| \| \| \| \| \| \| \| \| \| \| \| \| \| \| \| \| \| \| \| \| \| \| \| \| \| \| \| \| \| \| \| \| \| \| \| \| \| \| 8. Alfonso II, rey de Portugal \| \| \| \| \| \| \| \| \| \| \| \| \| \| \| \| \| \| \| \| \| \| \| \| \| \| \| \| \| \| \| \| \| \| \| \| \| \| \| \| \| \| \| \| \| \| \| \| \| \| \| \| \| \| 17. Infanta Dulce de Aragón \| \| \| \| \| \| \| \| \| \| \| \| \| \| \| \| \| \| \| \| \| \| \| \| \| \| \| \| \| \| \| \| \| \| \| \| \| \| \| \| \| \| \| \| \| \| \| \| \| \| \| \| \| \| 4. Alfonso III, rey de Portugal \| \| \| \| \| \| \| \| \| \| \| \| \| \| \| \| \| \| \| \| \| \| \| \| \| \| \| \| \| \| \| \| \| \| \| \| \| \| \| \| \| \| \| \| \| \| \| \| \| \| \| \| \| \| 18. Alfonso VIII, rey de Castilla \| \| \| \| \| \| \| \| \| \| \| \| \| \| \| \| \| \| \| \| \| \| \| \| \| \| \| \| \| \| \| \| \| \| \| \| \| \| \| \| \| \| \| \| \| \| \| \| \| \| \| \| \| \| 9. Infanta Urraca de Castilla \| \| \| \| \| \| \| \| \| \| \| \| \| \| \| \| \| \| \| \| \| \| \| \| \| \| \| \| \| \| \| \| \| \| \| \| \| \| \| \| \| \| \| \| \| \| \| \| \| \| \| \| \| \| 19. Leonor Plantagenet \| \| \| \| \| \| \| \| \| \| \| \| \| \| \| \| \| \| \| \| \| \| \| \| \| \| \| \| \| \| \| \| \| \| \| \| \| \| \| \| \| \| \| \| \| \| \| \| \| \| \| \| \| \| 2. Dionisio I, rey de Portugal \| \| \| \| \| \| \| \| \| \| \| \| \| \| \| \| \| \| \| \| \| \| \| \| \| \| \| \| \| \| \| \| \| \| \| \| \| \| \| \| \| \| \| \| \| \| \| \| \| \| \| \| \| \| 20. Fernando III, rey de Castilla \| \| \| \| \| \| \| \| \| \| \| \| \| \| \| \| \| \| \| \| \| \| \| \| \| \| \| \| \| \| \| \| \| \| \| \| \| \| \| \| \| \| \| \| \| \| \| \| \| \| \| \| \| \| 10. Alfonso X, rey de Castilla \| \| \| \| \| \| \| \| \| \| \| \| \| \| \| \| \| \| \| \| \| \| \| \| \| \| \| \| \| \| \| \| \| \| \| \| \| \| \| \| \| \| \| \| \| \| \| \| \| \| \| \| \| \| 21. Princesa Beatriz de Suabia \| \| \| \| \| \| \| \| \| \| \| \| \| \| \| \| \| \| \| \| \| \| \| \| \| \| \| \| \| \| \| \| \| \| \| \| \| \| \| \| \| \| \| \| \| \| \| \| \| \| \| \| \| \| 5. Beatriz de Castilla \| \| \| \| \| \| \| \| \| \| \| \| \| \| \| \| \| \| \| \| \| \| \| \| \| \| \| \| \| \| \| \| \| \| \| \| \| \| \| \| \| \| \| \| \| \| \| \| \| \| \| \| \| \| 22. Guillén Pérez de Guzmán \| \| \| \| \| \| \| \| \| \| \| \| \| \| \| \| \| \| \| \| \| \| \| \| \| \| \| \| \| \| \| \| \| \| \| \| \| \| \| \| \| \| \| \| \| \| \| \| \| \| \| \| \| \| 11. Mayor Guillén de Guzmán \| \| \| \| \| \| \| \| \| \| \| \| \| \| \| \| \| \| \| \| \| \| \| \| \| \| \| \| \| \| \| \| \| \| \| \| \| \| \| \| \| \| \| \| \| \| \| \| \| \| \| \| \| \| 23. María González Girón \| \| \| \| \| \| \| \| \| \| \| \| \| \| \| \| \| \| \| \| \| \| \| \| \| \| \| \| \| \| \| \| \| \| \| \| \| \| \| \| \| \| \| \| \| \| \| \| \| \| \| \| \| \| 1. Infanta Constanza de Portugal \| \| \| \| \| \| \| \| \| \| \| \| \| \| \| \| \| \| \| \| \| \| \| \| \| \| \| \| \| \| \| \| \| \| \| \| \| \| \| \| \| \| \| \| \| \| \| \| \| \| \| \| \| \| 24. Pedro II, rey de Aragón \| \| \| \| \| \| \| \| \| \| \| \| \| \| \| \| \| \| \| \| \| \| \| \| \| \| \| \| \| \| \| \| \| \| \| \| \| \| \| \| \| \| \| \| \| \| \| \| \| \| \| \| \| \| 12. Jaime I, rey de Aragón \| \| \| \| \| \| \| \| \| \| \| \| \| \| \| \| \| \| \| \| \| \| \| \| \| \| \| \| \| \| \| \| \| \| \| \| \| \| \| \| \| \| \| \| \| \| \| \| \| \| \| \| \| \| 25. María de Montpellier \| \| \| \| \| \| \| \| \| \| \| \| \| \| \| \| \| \| \| \| \| \| \| \| \| \| \| \| \| \| \| \| \| \| \| \| \| \| \| \| \| \| \| \| \| \| \| \| \| \| \| \| \| \| 6. Pedro III, rey de Aragón \| \| \| \| \| \| \| \| \| \| \| \| \| \| \| \| \| \| \| \| \| \| \| \| \| \| \| \| \| \| \| \| \| \| \| \| \| \| \| \| \| \| \| \| \| \| \| \| \| \| \| \| \| \| 26. Andrés II, rey de Hungría \| \| \| \| \| \| \| \| \| \| \| \| \| \| \| \| \| \| \| \| \| \| \| \| \| \| \| \| \| \| \| \| \| \| \| \| \| \| \| \| \| \| \| \| \| \| \| \| \| \| \| \| \| \| 13. Princesa Violante de Hungría \| \| \| \| \| \| \| \| \| \| \| \| \| \| \| \| \| \| \| \| \| \| \| \| \| \| \| \| \| \| \| \| \| \| \| \| \| \| \| \| \| \| \| \| \| \| \| \| \| \| \| \| \| \| 27. Violante de Courtenay \| \| \| \| \| \| \| \| \| \| \| \| \| \| \| \| \| \| \| \| \| \| \| \| \| \| \| \| \| \| \| \| \| \| \| \| \| \| \| \| \| \| \| \| \| \| \| \| \| \| \| \| \| \| 3. Infanta Isabel de Aragón, princesa de Sicilia \| \| \| \| \| \| \| \| \| \| \| \| \| \| \| \| \| \| \| \| \| \| \| \| \| \| \| \| \| \| \| \| \| \| \| \| \| \| \| \| \| \| \| \| \| \| \| \| \| \| \| \| \| \| 28. Federico II, emperador del Sacro Imperio Romano Germánico \| \| \| \| \| \| \| \| \| \| \| \| \| \| \| \| \| \| \| \| \| \| \| \| \| \| \| \| \| \| \| \| \| \| \| \| \| \| \| \| \| \| \| \| \| \| \| \| \| \| \| \| \| \| 14. Manfredo I, rey de Sicilia \| \| \| \| \| \| \| \| \| \| \| \| \| \| \| \| \| \| \| \| \| \| \| \| \| \| \| \| \| \| \| \| \| \| \| \| \| \| \| \| \| \| \| \| \| \| \| \| \| \| \| \| \| \| 29. Bianca \| \| \| \| \| \| \| \| \| \| \| \| \| \| \| \| \| \| \| \| \| \| \| \| \| \| \| \| \| \| \| \| \| \| \| \| \| \| \| \| \| \| \| \| \| \| \| \| \| \| \| \| \| \| 7. Constanza II, reina de Sicilia \| \| \| \| \| \| \| \| \| \| \| \| \| \| \| \| \| \| \| \| \| \| \| \| \| \| \| \| \| \| \| \| \| \| \| \| \| \| \| \| \| \| \| \| \| \| \| \| \| \| \| \| \| \| 30. Amadeo IV, conde de Saboya \| \| \| \| \| \| \| \| \| \| \| \| \| \| \| \| \| \| \| \| \| \| \| \| \| \| \| \| \| \| \| \| \| \| \| \| \| \| \| \| \| \| \| \| \| \| \| \| \| \| \| \| \| \| 15. Beatriz de Saboya \| \| \| \| \| \| \| \| \| \| \| \| \| \| \| \| \| \| \| \| \| \| \| \| \| \| \| \| \| \| \| \| \| \| \| \| \| \| \| \| \| \| \| \| \| \| \| \| \| \| \| \| \| \| 31. Ana de Borgoña \| \| \| \| \| \| \| \| \| \| \| \| \| \| \| \| \| \| \| \| \| \| \| \| \| \| \| \| \| \| \| \| \| \| \| \| \| \| \| \| \| \| \| \| \| \| \| \| \| \| \| \| |                                                               |  |  |  |  |  |  |  |  |  |  |  |  |  |  |  |
| |                                                               |  |  |  |  |  |  |  |  |  |  |  |  |  |  |  |
| | 16. Sancho I, rey de Portugal                                 |  |  |  |  |  |  |  |  |  |  |  |  |  |  |  |
| |                                                               |  |  |  |  |  |  |  |  |  |  |  |  |  |  |  |
| |                                                               |  |  |  |  |  |  |  |  |  |  |  |  |  |  |  |
| | 8. Alfonso II, rey de Portugal                                |  |  |  |  |  |  |  |  |  |  |  |  |  |  |  |
| |                                                               |  |  |  |  |  |  |  |  |  |  |  |  |  |  |  |
| |                                                               |  |  |  |  |  |  |  |  |  |  |  |  |  |  |  |
| | 17. Infanta Dulce de Aragón                                   |  |  |  |  |  |  |  |  |  |  |  |  |  |  |  |
| |                                                               |  |  |  |  |  |  |  |  |  |  |  |  |  |  |  |
| |                                                               |  |  |  |  |  |  |  |  |  |  |  |  |  |  |  |
| | 4. Alfonso III, rey de Portugal                               |  |  |  |  |  |  |  |  |  |  |  |  |  |  |  |
| |                                                               |  |  |  |  |  |  |  |  |  |  |  |  |  |  |  |
| |                                                               |  |  |  |  |  |  |  |  |  |  |  |  |  |  |  |
| | 18. Alfonso VIII, rey de Castilla                             |  |  |  |  |  |  |  |  |  |  |  |  |  |  |  |
| |                                                               |  |  |  |  |  |  |  |  |  |  |  |  |  |  |  |
| |                                                               |  |  |  |  |  |  |  |  |  |  |  |  |  |  |  |
| | 9. Infanta Urraca de Castilla                                 |  |  |  |  |  |  |  |  |  |  |  |  |  |  |  |
| |                                                               |  |  |  |  |  |  |  |  |  |  |  |  |  |  |  |
| |                                                               |  |  |  |  |  |  |  |  |  |  |  |  |  |  |  |
| | 19. Leonor Plantagenet                                        |  |  |  |  |  |  |  |  |  |  |  |  |  |  |  |
| |                                                               |  |  |  |  |  |  |  |  |  |  |  |  |  |  |  |
| |                                                               |  |  |  |  |  |  |  |  |  |  |  |  |  |  |  |
| | 2. Dionisio I, rey de Portugal                                |  |  |  |  |  |  |  |  |  |  |  |  |  |  |  |
| |                                                               |  |  |  |  |  |  |  |  |  |  |  |  |  |  |  |
| |                                                               |  |  |  |  |  |  |  |  |  |  |  |  |  |  |  |
| | 20. Fernando III, rey de Castilla                             |  |  |  |  |  |  |  |  |  |  |  |  |  |  |  |
| |                                                               |  |  |  |  |  |  |  |  |  |  |  |  |  |  |  |
| |                                                               |  |  |  |  |  |  |  |  |  |  |  |  |  |  |  |
| | 10. Alfonso X, rey de Castilla                                |  |  |  |  |  |  |  |  |  |  |  |  |  |  |  |
| |                                                               |  |  |  |  |  |  |  |  |  |  |  |  |  |  |  |
| |                                                               |  |  |  |  |  |  |  |  |  |  |  |  |  |  |  |
| | 21. Princesa Beatriz de Suabia                                |  |  |  |  |  |  |  |  |  |  |  |  |  |  |  |
| |                                                               |  |  |  |  |  |  |  |  |  |  |  |  |  |  |  |
| |                                                               |  |  |  |  |  |  |  |  |  |  |  |  |  |  |  |
| | 5. Beatriz de Castilla                                        |  |  |  |  |  |  |  |  |  |  |  |  |  |  |  |
| |                                                               |  |  |  |  |  |  |  |  |  |  |  |  |  |  |  |
| |                                                               |  |  |  |  |  |  |  |  |  |  |  |  |  |  |  |
| | 22. Guillén Pérez de Guzmán                                   |  |  |  |  |  |  |  |  |  |  |  |  |  |  |  |
| |                                                               |  |  |  |  |  |  |  |  |  |  |  |  |  |  |  |
| |                                                               |  |  |  |  |  |  |  |  |  |  |  |  |  |  |  |
| | 11. Mayor Guillén de Guzmán                                   |  |  |  |  |  |  |  |  |  |  |  |  |  |  |  |
| |                                                               |  |  |  |  |  |  |  |  |  |  |  |  |  |  |  |
| |                                                               |  |  |  |  |  |  |  |  |  |  |  |  |  |  |  |
| | 23. María González Girón                                      |  |  |  |  |  |  |  |  |  |  |  |  |  |  |  |
| |                                                               |  |  |  |  |  |  |  |  |  |  |  |  |  |  |  |
| |                                                               |  |  |  |  |  |  |  |  |  |  |  |  |  |  |  |
| | 1. Infanta Constanza de Portugal                              |  |  |  |  |  |  |  |  |  |  |  |  |  |  |  |
| |                                                               |  |  |  |  |  |  |  |  |  |  |  |  |  |  |  |
| |                                                               |  |  |  |  |  |  |  |  |  |  |  |  |  |  |  |
| | 24. Pedro II, rey de Aragón                                   |  |  |  |  |  |  |  |  |  |  |  |  |  |  |  |
| |                                                               |  |  |  |  |  |  |  |  |  |  |  |  |  |  |  |
| |                                                               |  |  |  |  |  |  |  |  |  |  |  |  |  |  |  |
| | 12. Jaime I, rey de Aragón                                    |  |  |  |  |  |  |  |  |  |  |  |  |  |  |  |
| |                                                               |  |  |  |  |  |  |  |  |  |  |  |  |  |  |  |
| |                                                               |  |  |  |  |  |  |  |  |  |  |  |  |  |  |  |
| | 25. María de Montpellier                                      |  |  |  |  |  |  |  |  |  |  |  |  |  |  |  |
| |                                                               |  |  |  |  |  |  |  |  |  |  |  |  |  |  |  |
| |                                                               |  |  |  |  |  |  |  |  |  |  |  |  |  |  |  |
| | 6. Pedro III, rey de Aragón                                   |  |  |  |  |  |  |  |  |  |  |  |  |  |  |  |
| |                                                               |  |  |  |  |  |  |  |  |  |  |  |  |  |  |  |
| |                                                               |  |  |  |  |  |  |  |  |  |  |  |  |  |  |  |
| | 26. Andrés II, rey de Hungría                                 |  |  |  |  |  |  |  |  |  |  |  |  |  |  |  |
| |                                                               |  |  |  |  |  |  |  |  |  |  |  |  |  |  |  |
| |                                                               |  |  |  |  |  |  |  |  |  |  |  |  |  |  |  |
| | 13. Princesa Violante de Hungría                              |  |  |  |  |  |  |  |  |  |  |  |  |  |  |  |
| |                                                               |  |  |  |  |  |  |  |  |  |  |  |  |  |  |  |
| |                                                               |  |  |  |  |  |  |  |  |  |  |  |  |  |  |  |
| | 27. Violante de Courtenay                                     |  |  |  |  |  |  |  |  |  |  |  |  |  |  |  |
| |                                                               |  |  |  |  |  |  |  |  |  |  |  |  |  |  |  |
| |                                                               |  |  |  |  |  |  |  |  |  |  |  |  |  |  |  |
| | 3. Infanta Isabel de Aragón, princesa de Sicilia              |  |  |  |  |  |  |  |  |  |  |  |  |  |  |  |
| |                                                               |  |  |  |  |  |  |  |  |  |  |  |  |  |  |  |
| |                                                               |  |  |  |  |  |  |  |  |  |  |  |  |  |  |  |
| | 28. Federico II, emperador del Sacro Imperio Romano Germánico |  |  |  |  |  |  |  |  |  |  |  |  |  |  |  |
| |                                                               |  |  |  |  |  |  |  |  |  |  |  |  |  |  |  |
| |                                                               |  |  |  |  |  |  |  |  |  |  |  |  |  |  |  |
| | 14. Manfredo I, rey de Sicilia                                |  |  |  |  |  |  |  |  |  |  |  |  |  |  |  |
| |                                                               |  |  |  |  |  |  |  |  |  |  |  |  |  |  |  |
| |                                                               |  |  |  |  |  |  |  |  |  |  |  |  |  |  |  |
| | 29. Bianca                                                    |  |  |  |  |  |  |  |  |  |  |  |  |  |  |  |
| |                                                               |  |  |  |  |  |  |  |  |  |  |  |  |  |  |  |
| |                                                               |  |  |  |  |  |  |  |  |  |  |  |  |  |  |  |
| | 7. Constanza II, reina de Sicilia                             |  |  |  |  |  |  |  |  |  |  |  |  |  |  |  |
| |                                                               |  |  |  |  |  |  |  |  |  |  |  |  |  |  |  |
| |                                                               |  |  |  |  |  |  |  |  |  |  |  |  |  |  |  |
| | 30. Amadeo IV, conde de Saboya                                |  |  |  |  |  |  |  |  |  |  |  |  |  |  |  |
| |                                                               |  |  |  |  |  |  |  |  |  |  |  |  |  |  |  |
| |                                                               |  |  |  |  |  |  |  |  |  |  |  |  |  |  |  |
| | 15. Beatriz de Saboya                                         |  |  |  |  |  |  |  |  |  |  |  |  |  |  |  |
| |                                                               |  |  |  |  |  |  |  |  |  |  |  |  |  |  |  |
| |                                                               |  |  |  |  |  |  |  |  |  |  |  |  |  |  |  |
| | 31. Ana de Borgoña                                            |  |  |  |  |  |  |  |  |  |  |  |  |  |  |  |
| |                                                               |  |  |  |  |  |  |  |  |  |  |  |  |  |  |  |
| |                                                               |  |  |  |  |  |  |  |  |  |  |  |  |  |  |  |